# Seznam sopek Atlantského oceánu
Toto je seznam sopek Atlantského oceánu a jeho ostrovů

## Atlantský oceán
| Název     | Forma            | Výška (m) | Souřadnice   | Souřadnice   | Poslední erupcie |
| Název     | Forma            | Výška (m) | Zem. šířka   | Zem. délka   | Poslední erupcie |
| --------- | ---------------- | --------- | ------------ | ------------ | ---------------- |
| bez jména | podmořský vulkán | -1650     | 49°00'00'' N | 34°30'00'' W | 1884             |
| bez jména | podmořský vulkán | -2835     | 39°57'00'' N | 25°50'00'' W | ???              |
| bez jména | podmořský vulkán | -4200     | 38°45'00'' N | 38°05'00'' W | 1865             |
| bez jména | podmořský vulkán | -1415     | 7°00'00'' N  | 21°50'00'' W | ???              |
| bez jména | podmořský vulkán | -2900     | 4°12'00'' N  | 21°27'00'' W | ???              |
| bez jména | podmořský vulkán | -1528     | 0°35'00'' S  | 15°50'00'' W | 1836             |
| bez jména | podmořský vulkán | -5300     | 3°30'00'' S  | 24°30'00'' W | ???              |

## Brazílie

### Trindade a Martim Vaz
| Název    | Forma        | Výška (m) | Souřadnice   | Souřadnice   | Poslední erupce |
| Název    | Forma        | Výška (m) | Zem. šířka   | Zem. délka   | Poslední erupce |
| -------- | ------------ | --------- | ------------ | ------------ | --------------- |
| Trindade | stratovulkán | > 600     | 20°30'52'' S | 29°19'50'' W | ???             |

## Kapverdy
| Název       | Forma        | Výška (m) | Souřadnice   | Souřadnice   | Poslední erupce |
| Název       | Forma        | Výška (m) | Zem. šířka   | Zem. délka   | Poslední erupce |
| ----------- | ------------ | --------- | ------------ | ------------ | --------------- |
| Brava       | stratovulkán | 900       | 14°51'00'' N | 24°43'00'' W | ???             |
| Monte Verde | stratovulkán | 725       | 16°51'00'' N | 24°58'00'' W | ???             |
| Pico        | stratovulkán | 2829      | 14°57'00'' N | 24°21'00'' W | 1995            |

## Norsko

### Bouvetův ostrov
| Název          | Forma          | Výška (m) | Souřadnice   | Souřadnice  | Poslední erupce |
| Název          | Forma          | Výška (m) | Zem. šířka   | Zem. délka  | Poslední erupce |
| -------------- | -------------- | --------- | ------------ | ----------- | --------------- |
| Wilhelmplatået | štítový vulkán | 780       | 54°25'00'' S | 3°21'00'' E | 50 před Kr.     |

## Portugalsko

### Madeira
| Název   | Forma          | Výška (m) | Souřadnice   | Souřadnice   | Poslední erupce |
| Název   | Forma          | Výška (m) | Zem. šířka   | Zem. délka   | Poslední erupce |
| ------- | -------------- | --------- | ------------ | ------------ | --------------- |
| Madeira | štítový vulkán | 1862      | 32°44'00'' N | 16°58'00'' W | 4500 před Kr.   |

### Azory
| Název              | Forma                  | Výška (m) | Souřadnice   | Souřadnice   | Poslední erupcie |
| Název              | Forma                  | Výška (m) | Zem. šířka   | Zem. délka   | Poslední erupcie |
| ------------------ | ---------------------- | --------- | ------------ | ------------ | ---------------- |
| bez jména          | troskové kužele        | 350       | 37°47'00'' N | 24°40'00'' W | 1652             |
| Água de Pau        | stratovulkán           | 947       | 37°46'00'' N | 25°28'00'' W | 1564             |
| Corvo              | stratovulkán           | 715       | 39°40'00'' N | 31°04'00'' W | ???              |
| Don Joao de Castro | podmořský vulkán       | - 14      | 38°14'00'' N | 26°38'00'' W | 1720             |
| Faial              | stratovulkán           | 1043      | 38°36'00'' N | 28°44'00'' W | 1958             |
| Flores             | stratovulkán           | 915       | 39°24'00'' N | 31°10'00'' W | 950 před Kr.     |
| Furnas             | stratovulkán           | 805       | 37°46'00'' N | 25°19'00'' W | 1630             |
| Graciosa           | stratovulkán           | 402       | 39°01'00'' N | 27°58'00'' W | ???              |
| Monaco             | podmořský vulkán       | - 197     | 37°36'00'' N | 25°53'00'' W | 1911             |
| Ponta do Pico      | stratovulkán           | 2351      | 38°28'00'' N | 28°24'00'' W | 1720             |
| São Jorge          | trhlinová erupční zóna | 1053      | 38°39'00'' N | 28°05'00'' W | 1907             |
| Santa Barbara      | stratovulkán           | 1023      | 38°44'00'' N | 27°19'00'' W | 2000             |
| Sete Cidades       | stratovulkán           | 856       | 37°52'00'' N | 25°47'00'' W | 1880             |

## Španělsko

### Kanárské ostrovy
| Název                 | Forma                  | Výška (m) | Souřadnice   | Souřadnice   | Poslední erupce |
| Název                 | Forma                  | Výška (m) | Zem. šířka   | Zem. délka   | Poslední erupce |
| --------------------- | ---------------------- | --------- | ------------ | ------------ | --------------- |
| Caldera de Taburiente | stratovulkán           | 2426      | 28°45'00'' N | 17°52'12'' W | ???             |
| Cumbre Vieja          | stratovulkán           | 1949      | 28°34'00'' N | 17°50'00'' W | 1971            |
| Fuerteventura         | trhlinová erupční zóna | 529       | 28°21'30'' N | 14°01'00'' W | ???             |
| Gran Canaria          | trhlinová erupční zóna | 1950      | 28°00'00'' N | 15°35'00'' W | 20 před Kr.     |
| El Hierro             | štítový vulkán         | 1500      | 27°44'00'' N | 18°02'00'' W | 550 před Kr.    |
| Lanzarote             | trhlinová erupční zóna | 670       | 29°02'00'' N | 13°38'00'' W | 1824            |
| Pico del Teide        | stratovulkán           | 3715      | 28°16'17'' N | 16°38'27'' W | 1909            |

## Velká Británie

### Ascension
| Název     | Forma        | Výška (m) | Souřadnice  | Souřadnice   | Poslední erupce |
| Název     | Forma        | Výška (m) | Zem. šířka  | Zem. délka   | Poslední erupce |
| --------- | ------------ | --------- | ----------- | ------------ | --------------- |
| Ascension | stratovulkán | 858       | 7°57'00'' S | 14°22'00'' W | ???             |

### Tristan da Cunha
| Název             | Forma          | Výška (m) | Souřadnice   | Souřadnice   | Poslední erupce |
| Název             | Forma          | Výška (m) | Zem. šířka   | Zem. délka   | Poslední erupce |
| ----------------- | -------------- | --------- | ------------ | ------------ | --------------- |
| Queen Mary's Peak | štítový vulkán | 2060      | 37°05'30'' S | 12°17'00'' W | 2004            |